# Dorothy Hartopp Radcliffe

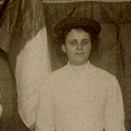
Dorothy Hartopp Radcliffe, 1908

Dorothy Yonge Hartopp Radcliffe (* 16. September 1887 in Hersham, Surrey; † 1959 in Quidenham, Norfolk) war eine englisch-britische Suffragette, erst Mitglied der militanten Women’s Social and Political Union (WSPU) und später Karmelitin.

## Leben
Radcliffe wurde als eines von sechs Kindern von Francis und Helen Radcliffe geboren und zwei Monate nach ihrer Geburt, am 16. November 1887, in der anglikanischen Kirche St. Michael and All Angels in Paddington, getauft.
In den Ausgabe von Votes for Women vom 6. Februar 1908 und 22. Oktober 1908 wird Radcliffe jeweils als Spenderin kleinerer Geldbeträge für den £20.000-Fonds genannt, ebenso in der Ausgabe von The Suffragette vom 2. Januar 1914 für £250.000-Fonds.
Radcliffe ist auf mehreren Fotos im Besitz des Museum of London zu sehen. Sie war Fahnenträgerin bei der Women's Sunday-Demonstration am 21. Juni 1908 und führte den Zugteil an, die sich am Victoria Embankment formierte, um zum Hyde Park zu marschieren. Eine Miss Radcliffe war Sekretärin des Komitees für die Demonstration mit Sitz in Chelsea, und arbeitete mit der Hauptorganisatorin Florence Haig zusammen.
Ein weiteres Bild eine Woche später zeigt Radcliffe an der Spitze eines kleinen Protestmarsches mit Dora Beedham, Hilda Dallas und Charlotte Marsh, wo sie Flugblätter für Votes for Women verteilten und mit einem Plakat für das bevorstehende Frauenparlament am 30. Juni 1908 warben. Das letzte Foto zeigt sie mit Charlotte Marsh und Elsa Gye, die sich darauf vorbereiten, die Freilassung von Emmeline und Christabel Pankhurst aus dem Gefängnis im Dezember 1908 zu begrüßen.
Radcliffe war Banner Marshal für die Universitätsabsolventinnen beim  Women's March zur Albert Hall am 18. Juni 1910. Sie war Banner and Colour Captain des Empire Pageant bei der Women’s Coronation Procession am 17. Juni 1911.
In der Volkszählung von 1911 ist sie nicht zu finden, da sich wie viele Suffragetten weigerten, gezählt zu werden, wenn sie nicht wählen dürften.
Radcliffe wurde während ihrer Aktionen für das Frauenwahlrecht inhaftiert. Ihr Name erscheint auf der Suffragette Roll of Honour, wobei ihr Nachname fälschlicherweise als „Radclyffe“ geschrieben wird. 1913 benutzte sie einen falschen Namen, in der Liste der von den Suffragetten 1913 verwendeten fiktiven Namen bezeichnet sie sich als „Heather Mitchell“. Auch in den ursprünglichen Verhaftungsprotokollen erscheint sie als „Hester Mitchell“.
Irgendwann konvertierte Radcliffe zum Katholizismus und wurde Karmelitin. In der Volkszählung von 1939 wird sie als in Klausur lebende Nonne im Kloster Rushmere in der Nähe von Ipswich geführt. Die Karmelitinnen zogen 1948 von dort in ihr heutiges Kloster in Quidenham, Norfolk, um. Radcliffe starb dort Anfang 1959 im Alter von 71 Jahren.

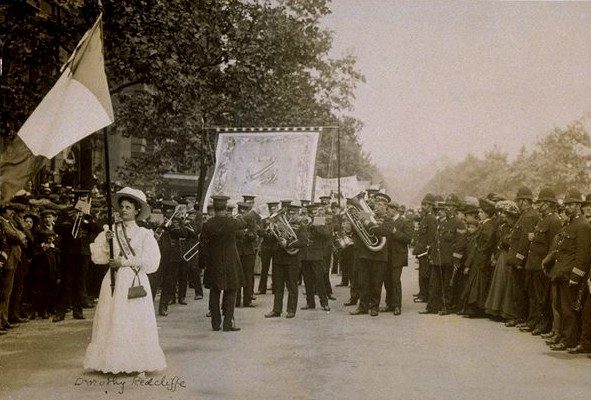
Dorothy Hartopp Radcliffe mit der Flagge in den WSPU-Farben am Women's Sunday, 21. Juni 1908
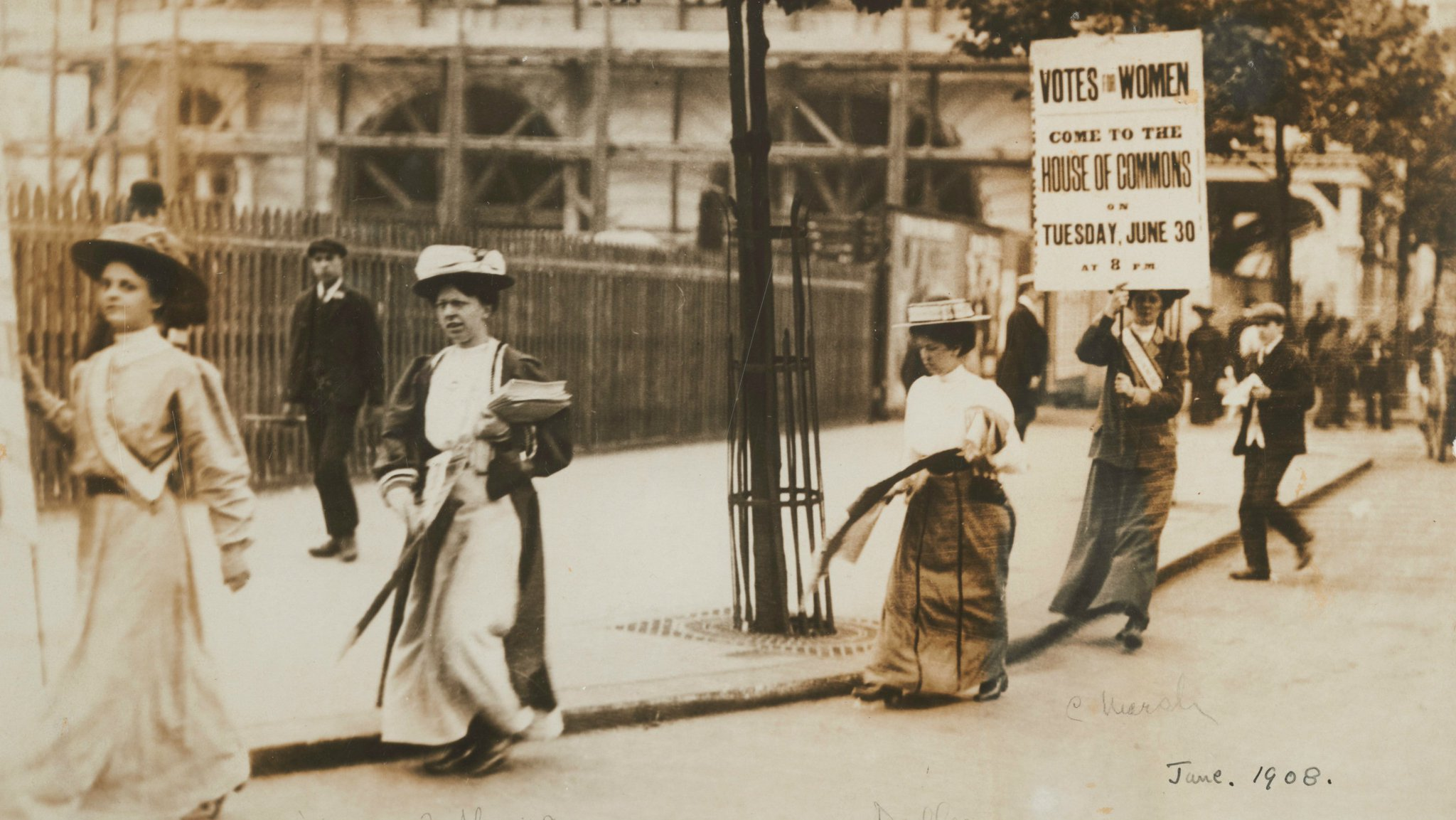
Demonstration in London, 30. Juni 1908; von links: Dorothy Hartopp Radcliffe, Dora Beedham (mit Flugblättern), Hilda Dallas und Charlotte Marsh (mit Plakat)
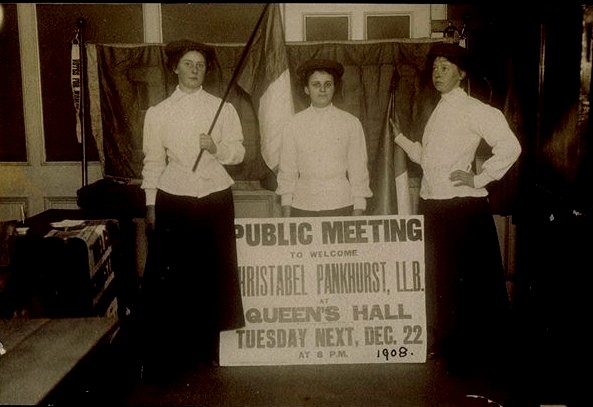
Begrüßungskomitee aus Charlotte Marsh, Dorothy Hartopp Radcliffe und Elsa Gye für Emmeline und Christabel Pankhurst anlässlich der Freilassung aus dem Gefängnis, 22. Dezember 1908